# Parti de l'unité (Turquie)
Pour les articles homonymes, voir Parti de l'unité.
Le Parti de l'unité (BP, Birlik Partisi, puis TBP, Türkiye Birlik Partisi à partir de 1973), est un parti politique turc émanant de la communauté alévie, fondé en 1966 et visant à mieux représenter les intérêts des Turcs de confession alévie. Il fut dissous en 1981 après le coup d'Etat de 1980 par la junte militaire, accusé d’encourager la subversion et la division de la nation turque. Une deuxième tentative de ce type a eu lieu en 1996-1999, le Parti de la paix, avec les mêmes initiales (BP, Barış Partisi).

## Résultats électoraux
| Législatives | Secrétaire général | Voix    | Pourcentage | Députés |
| ------------ | ------------------ | ------- | ----------- | ------- |
| 1969         | Hüseyin Balan      | 254 708 | 2,8 %       | 8/450   |
| 1973         | Mustafa Timisi     | 121 759 | 1,1 %       | 1/450   |
| 1977         | Mustafa Timisi     | 58 540  | 0,4 %       | 0/450   |